# Festival Les Art'zimutés
Les Art'zimutés est un festival pluri-disciplinaire qui se déroule fin juin à Cherbourg-en-Cotentin dans la Manche. Le festival est créé en 1999 à Martinvast. Le principe réside autour de la mise en scène de chaque festivalier selon le slogan : « Le Festival dont VOUS êtes le héros... »

## Histoire
Née au fin fond de la campagne de Couville au lieu-dit « La Ferme », l'idée de la création d'une journée festive et familiale se voit réalisée en juin 1999 au stade municipal de Martinvast. Pour cette première édition, l'organisation veut créer un rendez-vous artistique où le festivalier se voit projeté comme le héros du festival à travers diverses activités telles que les arts plastiques, la danse, le théâtre, le sport...

## Budget
Le festival s'auto-finance à 70% et a un budget de 400 000€ pour 2023.

## Fréquentation
En 2016 le festival attire 5 600 festivaliers et 8 000 en 2017.

## Les Éditions

### 2010
Dates : 24 , 25 et 26 juin
Programmation :
- Jeudi : Mouss & Hakim, Karimouche, Skanda
- Vendredi : Eiffel, Red Cardell, Jil is Lucky
- Samedi : PPFC, Les Couacs

### 2011
23-25 juin :
- Jeudi : Yael Naim, Le Pied de la pompe invite Guizmo (tryo), Mon côté punk, Monkey B, Alee
- Vendredi : Têtes Raides, French Cowboy, Manatee, Les Ninchus, DJ La Drôle de dame
- Samedi : Bailongo Salsa

### 2012
Dates : 29 et 30 juin
Programmation :
- Vendredi : Caravan Palace, Les Gars dans l'coin, Jesus Christ Fashion BarbeSuperboze, Pied's'Trad
- Samedi : Les Fatals Picards, Arthur H, DJ Tagada, All Cannibals, DJ TAGADA, À Fond d'cale

### 2013
Dates : 26 et 29 juin
Programmation :
- Mercredi : Pulsions
- Jeudi : Pulsions
  - Vendredi : Arno, Naive New Beaters, Born in Alaska, Les Pieds dans le bocal, Fakear
- Samedi : Thomas Fersen, Boulevard des Airs, Bow Low, Les Mouf Mouf, Fort, Nel

### 2014 -15 ans
Dates : 26 et 29 juin
Programmation :
- Jeudi : Tetrakaï
- Vendredi : Pigalle, Les Fatals Picards, Boris Viande, Gallera, Monchrome
- Samedi[6] : Ayọ, Hoosky, Zoufris Maracas, In The Backyard, Rutsa Manita, Gomina
- Dimanche : Tetrakaï

### 2016
Brigitte, Jahen Oarsman, A State of Mind, Black Boys of Moped...

### 2017
29 juin-1 juillet :
Dub Inc, Boulevard des Airs, Scratch Bandits Crew, Smokey Joe & The Kid, Leska, Colorado, The Goaties, Daisy, Mantekiya, Le Langage des Feats, Grimace 

### 2018
Dates : 28 et 30 juin
Programmation :
- Jeudi : Radio crochet, Carte Blanche
- Vendredi : Collectif Cherbourg City Rockers, Fiervilla, Cie Les Colporteurs, Naàman, Cie 3.6/3.4, Bafang, Chill Bump, Deux boules vanilles, Xieho
- Samedi : Dancætera, Dandé, Bahiamélé, Collectif Cherbourg City Rockers, La faim du tigre, Cie Colporteurs, Keny Arkana, Cie 3.6/3.4, SBRBS, Soom T, RRaouhhh !, Caribombo

### 2019
Dates : 27 et 29 juin
Programmation :
- Jeudi : Radio crochet, Carte Blanche
- Vendredi : Afrodisiac Hifi, La Meute "78 Tours", Colonie De Vacances, Moha La Squale, Jyeuhair, Ondubground X Misc (Chill Bump), Macadam Crocodile, Aerobrasil
- Samedi : Strange O’clock, La Meute "78 Tours", Boogie Belgique, Billy Wonder & The Invisible, Deluxe, Rhino, m-O-m, Tha Trickaz, Mamba De La Suerte, FX Olivieri

### 2020
Dates : 25 au 27 juin
Programmation :
- Jeudi : Radio crochet, Carte Blanche
- Vendredi : 170 39, The Groove Session Live avec Chinese Man + Scratch Bandits Crew + Baja Frequencia feat. Youthstar & Miscellaneous, Arnaud Rebotini
- Samedi : La Rue Kétanou, Danakil

### 2023
28 juin-1 juillet :
- Vendredi : Matmatah, Mass Hysteria, Madam, Blank, Uto, Apes, Chamaye, Le Comptoir à vinyles
- Samedi : Tiken Jah Fakoly, Wax Tailor, La P’tite fumée, Ojos, Calling Marian, Lady Stealer, Call me Bichette, Killukrew